# Antonio Villavicencio
Antonio Villavicencio est un homme d'État et ancien président des Provinces-Unies de Nouvelle-Grenade, né le 9 janvier 1775 à Quito, mort le 6 juin 1816 à Bogotá. D'abord officier de l'Armada espagnole, à partir de 1801, il retourne à Bogotá comme envoyé du roi d'Espagne. Toutefois, pendant son voyage vers Bogota, le 20 juillet 1810, les événements dits du Vase de Llorente conduisent à la chute du vice-roi Antonio Amar y Borbón, remplacé par une Junte suprême de gouvernement à laquelle Villavicencio fait allégeance dès son arrivée à Bogotá, passant ainsi dans le camp patriote. Villavicencio participe en 1813 à la campagne dite "du Sud" avec Antonio Nariño. En 1815, il devient gouverneur de la Province de Tunja, puis participe à un triumvirat à la tête des Provinces-Unies de Nouvelle-Grenade. En mai 1816, lors de la Reconquête espagnole de la Nouvelle-Grenade, Villavicencio est fait prisonnier par les Espagnols. Condamné à mort, il est exécuté le 6 juin 1816.